# Conotrachelus albomarginatus
Conotrachelus albomarginatus – gatunek chrząszcza z rodziny ryjkowcowatych.

## Zasięg występowania
Ameryka Południowa, notowany w Gujanie i Gujanie Francuskiej.